# 베니토 디아스
돈 베니토 디아스 이라올라(스페인어: Don Benito Díaz Iraola; 1898년 7월 17일, 바스크 주 산 세바스티안 ~ 1990년 4월 1일, 바스크 주 산 세바스티안)는 스페인의 전 축구 선수이자 감독이다.
그는 선수 시절 주로 레알 소시에다드에서 활약했다.
그는 레알 소시에다드, 보르도, 그리고 아틀레티코 마드리드의 감독직을 역임했다.